# Sky plc
Sky plc (en les seves sigles BSkyB i el seu nom complet British Sky Broadcasting Group plc) és l'empresa operadora de Sky Digital, un servei de subscripció de televisió al Regne Unit i Irlanda. També produeix continguts per a televisió, i és propietària de diversos canals com Sky News o Sky 1. És el major proveïdor de televisió de pagament al Regne Unit. Més d'un terç de l'accionariat de l'empresa pertany al holding empresarial News Corporation, una companyia estatunidenca administrada per Rupert Murdoch. El 30 de juny de 2012, BSkyB posseïa 10.654.000 d'abonats a les dues illes. D'altra banda, el febrer de 2007 també tenia 3.294.000 consumidors indirectes a través de Virgin Media, l'operador de cable del Regne Unit, i 604.000 d'addicionals a través dels abonats a l'operadora UPC irlandesa. British Broadcasting Corporation cotitza a la Borsa de Londres (London Stock Exchange) i és una de les cent empreses que forma part de l'índex bursàtil de referència britànic, FTSE.

## Sky a Espanya
El servei de televisió de pagament d'Sky va arribar a Espanya el setembre de l'any 2017, després que ho fessin anteriorment Netflix, HBO i Amazon Prime Video, entre d'altres. Aquest servei en streaming, que té un cost fix de 10 euros mensuals, ofereix als seus subscriptors dotze canals de pagament en directe: Fox, Fox Life, TNT, Historia, Syfy, Disney Junior, Nickelodeon, TCM, Calle 13, National Geographic, Disney XD i Comedy Central.
A més de poder veure aquests canals en directe, els seus continguts romanen durant trenta dies (o a vegades menys) en catch-up, de manera que passades 24 hores des de l'emissió del contingut, ja està disponible per als subscriptors. Tot i això, a diferència de Netflix, encara no hi ha disponible la visualització dels continguts sense connexió a internet.
El servei també ofereix un catàleg de vídeo sota demanda, en el qual s'inclouen sèries de televisió (només catorze de les quals estan completes) i centenars de pel·lícules, la majoria en qualitat d'alta definició (HD).
Pel que fa a les competicions esportives, Sky Espanya no disposa d'aquestes per una qüestió de drets. Per tant, la plataforma només disposa de pel·lícules, sèries de televisió, canals en directe, documentals i sèries infantils. D'altra banda, quant als continguts propis, és possible que en un futur s'inverteixi en la seva creació (seguint les petjades d'altres plataformes, com Netflix).
Actualment, Sky TV només està disponible a través de les apps per IOS o Android i a través de l'ordinador. Tot i així, encara no és possible enviar el senyal a les pantalles de televisió utilitzant AirPlay o Chromecast. L'única manera per tal de poder veure els continguts a la televisió és mitjançant la Sky TV Box, un aparell que ofereixen ells mateixos a mode de descodificador i que té un cost de 25 euros.